# 정원영 (1931년)
정원영(1931년 6월 9일 ~ 2020년 4월 9일)은 대한민국의 정치인이다. 제37·38대 청양군수를 역임했다.

## 역대 선거 결과
|  | 60.09% |

|  | 70.68% |

|  | 44.83% |